# Pachyostose
Strikt gedefinieerd is pachyostose een niet-pathologische botverdikking bij gewervelden, veroorzaakt door extra lagen compact bot. Het komt vaak samen voor met botverdichting (osteosclerose), waardoor de holten in het bot kleiner worden, en heet dan pachyosteosclerose. Vooral in de oudere literatuur wordt “pachyostose” echter vaak losjes gebruikt voor iedere vorm van botverdichting en/of –verdikking. Het komt vooral voor bij (semi-)aquatische gewervelden, maar ook wel bij landbewonende.
Bij waterbewoners als zeekoeien en Plesiosauria levert (of leverde) pachyostose ballast om de zwem- en/of duikeigenschappen te verbeteren.
De meeste soorten reuzenhert vertoonden opvallende pachyostose in onderkaak en schedel. Er wordt wel aangenomen dat dat diende om mineralen op te slaan voor de vorming van het enorme gewei. Veel soorten Dinocephalia en Pachycephalosauria hadden sterk verdikte schedelbotten, waarschijnlijk gebruikt bij onderlinge kopstootgevechten.